# Heidmühlen
Heidmühlen település Németországban, Schleswig-Holstein tartományban. Lakosainak száma 675 fő (2023. december 31.).

## Népesség
A település népességének változása:
| Lakosok száma | 525  | 692  | 674  | 681  | 669  | 677  | 675  |
|               | 1975 | 2016 | 2017 | 2019 | 2021 | 2022 | 2023 |